# Giuseppe Volpi

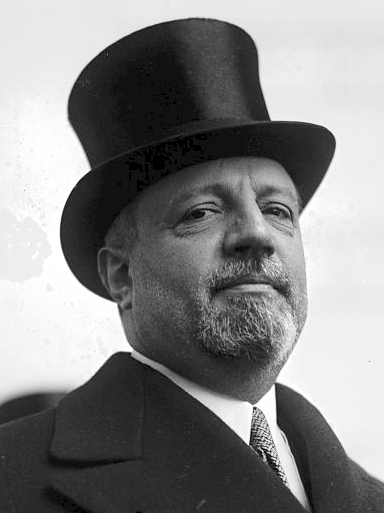
Giuseppe Volpi, 1925

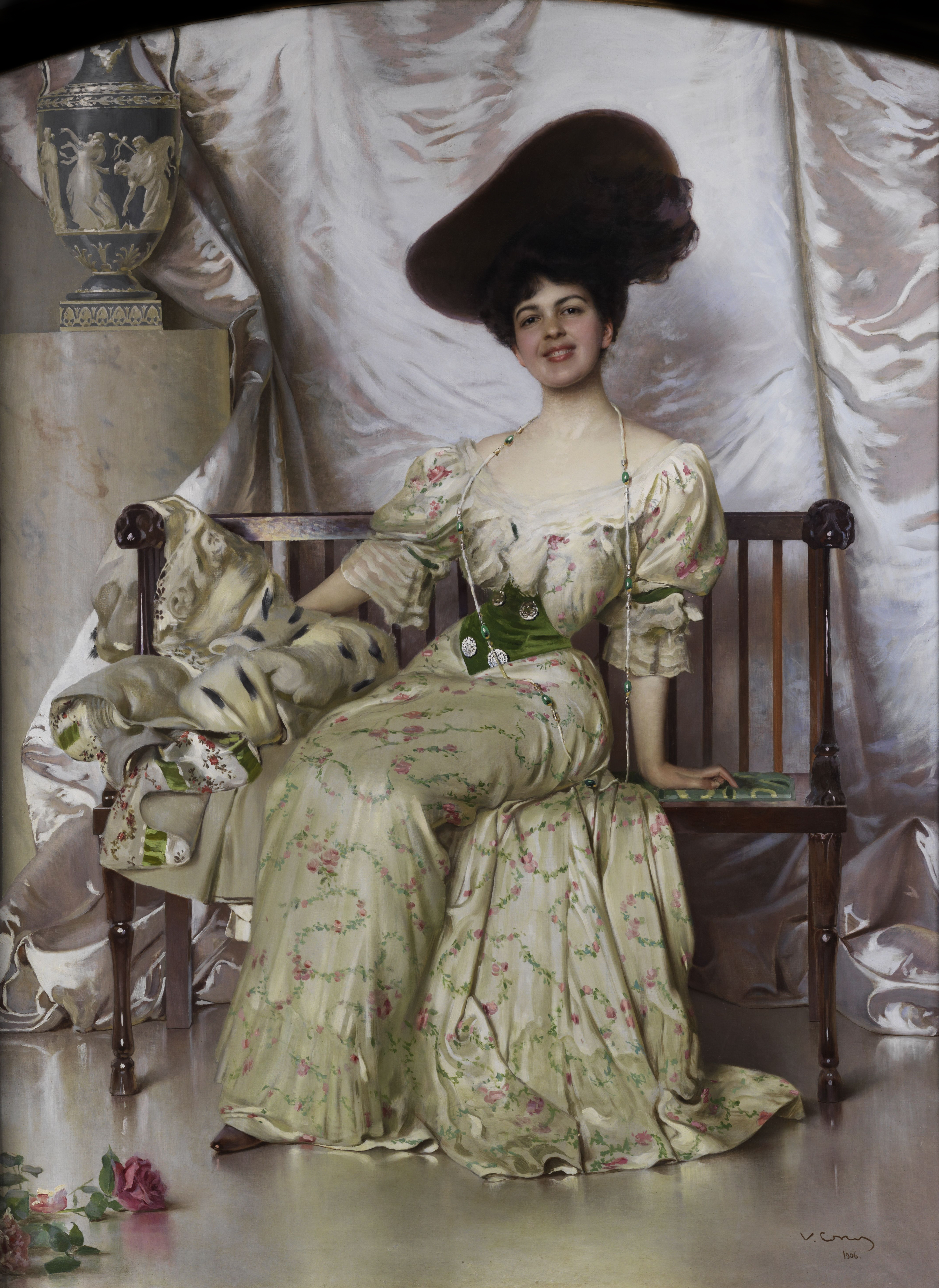
Volpis Ehefrau Albina Annunziata Palmira „Nerina“, geb. Pisani, 1906

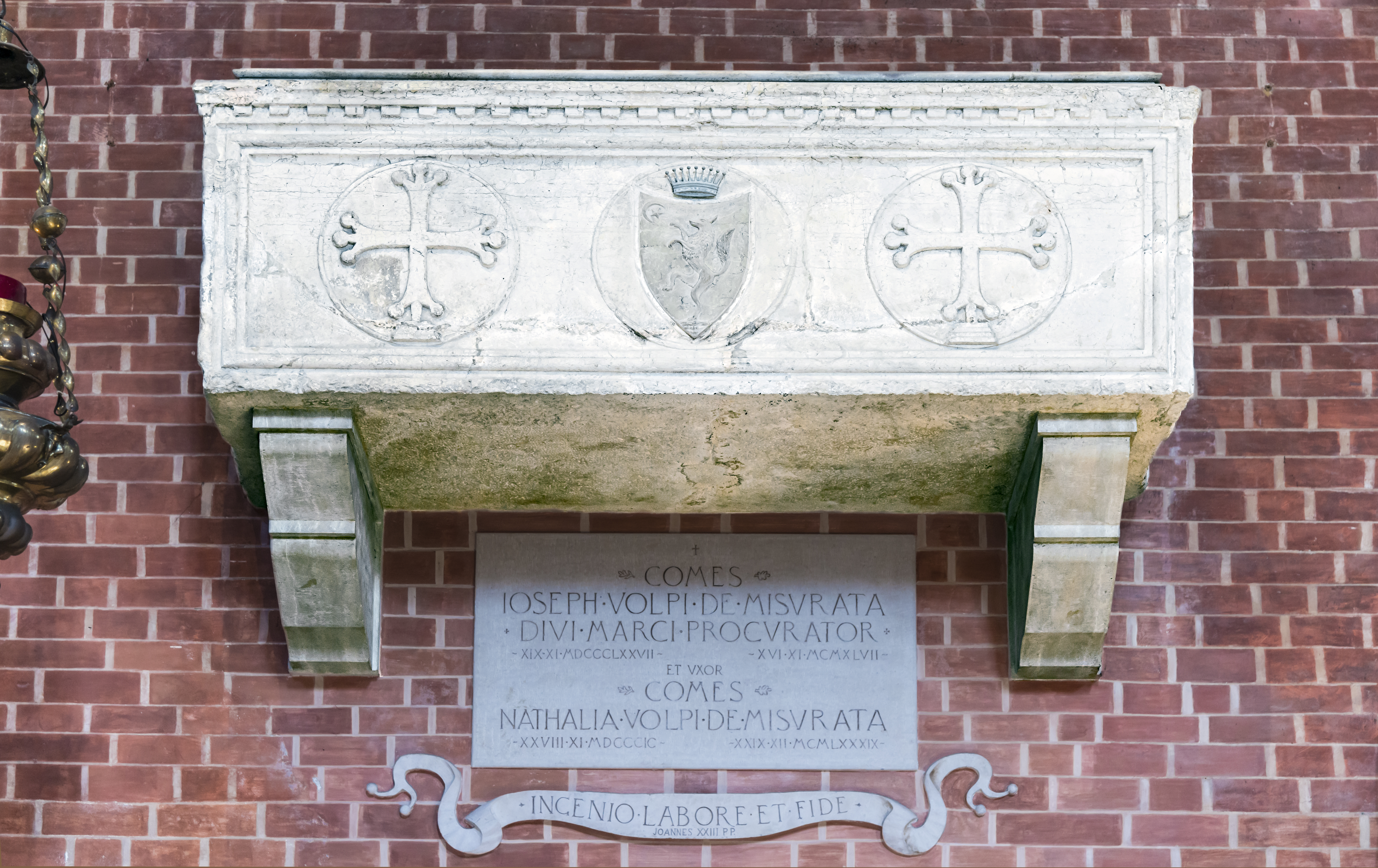
Giuseppe Volpi in der Basilika Santa Maria Gloriosa dei Frari

Giuseppe Volpi (* 19. November 1877 in Venedig; † 16. November 1947 in Rom) war ein italienischer Unternehmer und ein einflussreicher Politiker in der Zeit des Faschismus.

## Leben und Wirken
Giuseppe Volpis Vater Ernesto wurde 1845 geboren. Als junger Mann schloss er sich den Truppen Giuseppe Garibaldis an und so nahm der Ingenieur am italienischen Unabhängigkeitskrieg teil. Dabei zog die Familie mehrfach um. Sie lebte in Siena und Foggia, in Grosseto und Mailand, schließlich in Venedig. Dabei arbeitete Ernesto Volpi für Agrarkonsortien und kommunale Verwaltungen; in Venedig gab er zwei Zeitschriften heraus, er verfasste Schriften zu Kunst und Geschichte und war Präsident der Garibaldi-Gesellschaft in Venedig. Möglicherweise mit dem Erbe seiner Frau Luigia Adriana „Emilia“ de Mitri (1848–1888), die dem Adel der Insel Murano entstammte, ließ er sich auf Gastronomie und Gastgewerbe ein. So erwarb er ein Haus am Campo dei Frari. Doch seine Frau starb, als Giuseppe gerade zehn Jahre alt war. Sie hinterließ einen weiteren Sohn namens Giovanni und eine Tochter namens Maria, Giuseppes ältere Geschwister. Auch der Vater starb verhältnismäßig jung im Jahr 1897. Bereits 1896 war der älteste Sohn, Giovanni, in der Schlacht von Adua in Äthiopien ums Leben gekommen – er blieb verschollen.
Giuseppe brach sein Jurastudium ab und betätigte sich im Im- und Exportgeschäft mit Ungarn. Mit ungarischen Geschäftsfreunden gründete er die einzige Firma seines Lebens: Volpi & Co. Er avancierte zum Repräsentanten der französischen Versicherung L'Urbaine, gründete daneben eine Mineralgesellschaft. Dabei investierte er nur wenige Tausend Lire. Das väterliche Haus muss er sich mit seiner Schwester teilen. Volpi verkaufte die väterlichen Schriften an die Biblioteca Marciana für den symbolischen Preis von 280 Lire. Dabei liefen die Geschäfte, nun auch in Serbien, offenbar sehr gut, ab 1903 in Montenegro. Dabei scheute sich der junge Mann von etwa 25 Jahren nicht, Kontakt zu den zuständigen Ministern aufzunehmen, oder hohe Risiken einzugehen. Dort konnte er um Antivari einen Hafen und eine Eisenbahnlinie bauen. Er hatte vom Königshaus die Genehmigung erhalten, Minen und Wälder auszubeuten, doch entscheidend wurden der Tabakanbau und die Infrastrukturmaßnahmen. Dabei wurde er von Nicolò Papadopoli unterstützt, der vermögend war, erfahren, und der über weit reichende Kontakte verfügte. Auch der Ingenieur Roberto Paganini und auch die Grafen Ruggero Revedin und Amedeo Corinaldi arbeiteten mit ihm zusammen. Zuweilen wurde vermutet, die Kontakte wären über die Freimaurerei entstanden, doch ließ sich keinerlei Beleg dafür finden. Daher bleibt es unklar, warum sich deutlich ältere Männer auf den jungen Unternehmer und seine Ideen einließen. In jedem Falle nutzte er die Medien seiner Zeit, Fachblätter und Zeitungen, um seine Unternehmungen bekannt zu machen, so dass ihm immer schon ein entsprechender Ruf als Unternehmer vorauseilte (Segreto, S. 80). Überaus wichtig waren die guten Kontakte zur Banca Commerciale (besonders zum elf Jahre älteren Giuseppe Toeplitz), deren Leiter in Venedig er von 1900 bis 1903 war. Sein wichtigster Lehrer und eine Art väterliche Figur war jedoch Otto Joel, der nicht nur die Balkanaktivitäten beriet, sondern auch die in Konstantinopel. 
Volpi war neben Vittorio Cini der führende Kopf des Gruppo veneziano. Er gründete 1905 die Società Adriatica di Elettricità (SADE), die vor allem den Nordosten Italiens mit elektrischer Energie belieferte. Erstmals erscheint Volpi für Oderzo-Livenza in der Politik, doch ließ er davon ab, sich ins Parlament wählen zu lassen. Er zog Verhandlungen vor. So wurde er 1912 zum Ende des Italienisch-Türkischen Kriegs maßgeblich an den Waffenstillstandsverhandlungen beteiligt. Die Gründung des Industriehafens von Venedig, Porto Marghera, geht auf seine Initiative zurück. Bei seinen Unternehmen vermied er es, zu viel Kapital einzusetzen, sondern auch hier setzte er auf persönliche Kontakte zu Männern, die ihrerseits Kapital einsetzen wollten. So entstand jeweils ein Block von Investoren, die gemeinsam agierten. Auch hier wurden seine Kontakte zu Banken genutzt, wie etwa zur Züricher „Elektrobank“, der Bank für elektrische Unternehmungen. Die großen Aktionäre überließen Volpi dabei das Handeln. Volpi konnte aber auch gut delegieren, wie etwa an Achille Gaggia aus Belluno; mit ihm, nicht Volpi, verhandelte wiederum Giacinto Motta, Leiter der Edison und Anhänger der Faschisten.
Von 1921 bis 1925 setzte er im Rahmen des zweiten Italienisch-Libyschen Kriegs als Gouverneur der nordafrikanischen Kolonie Tripolitanien deren militärische Wiedereroberung durch. Zum Dank wurde er 1925 vom italienischen König Viktor Emanuel III. zum „Grafen von Misrata“ erhoben. Danach wurde er von 1925 bis 1928 unter Benito Mussolini zum Finanzminister berufen. Nur in den Jahren bis 1934 konnte er sich wieder unmittelbar mit seinen Unternehmungen beschäftigen, doch griff er auch danach immer wieder ein, um wesentliche Entscheidungen zu treffen. Danach war er Präsident der Confindustria bis März 1943.
Volpi wurde 1932 zum Präsidenten der Biennale di Venezia ernannt, die bis dahin eine klassische Kunstausstellung war. Er war seit einigen Jahren außerdem Besitzer des Hotel Excelsior am Lido in Venedig. Zu Beginn der 1930er Jahre war die Auslastung seines Hotels in Venedig schwach. Um dies zu ändern und nach Rücksprache mit Mussolini erweiterte er im selben Jahr die Biennale um ein Filmfestspiel, das zunächst in seinem Hotel stattfand. Dies war der Beginn der Internationalen Filmfestspiele von Venedig, die die ältesten Filmfestspiele der Welt sind. Seit 1935 wird zu Ehren des Gründers im Rahmen der Festspiele die Coppa Volpi als Preis für die beste schauspielerische Leistung verliehen. Das Festival geriet unter seiner Führung zunehmend unter den Einfluss der faschistischen Politik. 1937 wurde als Standort der pompöse Palazzo del Cinema in Venedig gebaut. Präsident der Biennale blieb Volpi bis 1943. 1937 erwarb er den Palazzo Vendramin-Calergi und besaß ihn bis 1946.
Am 8. Oktober 1906 hatte Volpi Nerina Pisani (* 15. November 1875; † 29. November 1942) geheiratet, Tochter des bedeutenden Florentiner Sammlers und Kunsthändlers Anselmo Pisani. Das Paar hatte zwei gemeinsame Töchter namens Marina (* 19. Februar 1908; † 9. März 1977) und Anna Maria Losanna (* 19. April 1913; † 28. Mai 2004). Mit ihrer Hilfe suchte sich Volpi in den Adelskreisen zu etablieren, indem er sie entsprechend verheiratete. Erstere heiratete also am 12. September 1927 den Schweizer Carlo Prinz Ruspoli di Poggio Suasa (1906–1947) in der Kirche Santa Maria Gloriosa dei Frari; das Paar wurde 1945 geschieden, sie heiratete im selben Jahr erneut. Letztere wurde mit dem Erben der Cicogna Mozzoni verheiratet, wobei sie als Mitgift die Villa Barbaro a Maser erhielt, die mit Volpis Wappen ausgestattet wurde. Mit diesen Mitteln – seine Kinder wurden zudem allesamt in der Frari-Kirche getauft – zelebrierte Volpi seine neue Zugehörigkeit.
Giuseppe Volpis Begleiterin wurde jedoch Nathalie El Kanui, eine in Algerien aufgewachsene Französin, die ihm am 9. Mai 1938 einen Sohn schenkte, nämlich Giovanni Volpi. Das Paar heiratete sogleich nach dem Tod Nerina Pisanis. Volpi lebte nun hauptsächlich zusammen mit seiner neuen Frau in Rom, in der Via delle Quattro Fontane am Quirinal.
Aufgrund seines Einflusses wird Volpi manchmal auch der letzte Doge von Venedig genannt. Als Mussolini gestürzt wurde, lebte er in Rom, wo nun sein Palast geplündert wurde. Auf Befehl Hermann Görings wurde er am 23. September 1943 verhaftet und gefoltert. Wegen einer Erkrankung kam er jedoch in ein Krankenhaus, um Anfang 1944 auf freien Fuß gesetzt zu werden. Mehrfach versuchte er ab April 1944, in die Schweiz zu gelangen, doch nur Frau und Kind wurden ins Land gelassen. Erst am 29. Juli durfte er einreisen und begab sich nach Lugano.
Gegen Ende des Zweiten Weltkriegs wurde sein Besitz konfisziert. Im Oktober 1947 kehrte er nach Italien zurück und lebte bis zu seinem Tod am 16. November wieder in Rom. Die Beisetzung fand in der römischen Kirche Santa Maria della Vittoria statt, seine sterblichen Überreste wurden zunächst auf der venezianischen Insel San Michele beerdigt. Alleinerbe wurde sein Sohn Giovanni Volpi.
Mit Unterstützung des Patriarchen von Venedig Angelo Giuseppe Roncalli, des späteren Papstes Johannes XXIII., fand Giuseppe Volpi, obwohl er auf das Engste mit dem faschistischen Regime zusammengearbeitet und davon in enormem Ausmaß profitiert hatte, 1954 in der Basilika Santa Maria Gloriosa dei Frari in Venedig seine letzte Ruhestätte. Kurz zuvor war er amnestiert worden. Seine zweite Frau hatte, wie sie in einem Brief schrieb, mit der Beisetzung in dieser Kirche den letzten Willen Volpis erfüllt.